# ليونارد بورتون
ليونارد بورتون (بالإنجليزية: Leonard Burton)‏ هو لاعب كرة قدم أمريكية أمريكي، ولد في 18 يونيو 1964 في ممفيس في الولايات المتحدة.

## وصلات خارجية
- ليونارد بورتون على موقع مرجع كرة القدم المحترفة.كوم (الإنجليزية)
- ليونارد بورتون على موقع JustSportsStats.com (الإنجليزية)